# Antoinette Vischer
Pour les articles homonymes, voir Vischer.
Antoinette Vischer est une claveciniste et mécène suisse née le 13 février 1909 à Bâle et morte dans la même ville le 28 décembre 1973.

## Biographie
Antoinette Vischer naît le 13 février 1909 à Bâle,. Elle est la fille de Johann Jakob Egon Vischer, architecte, et de Margaretha Bertha Emilie Kern.
Vischer fait montre jeune de dons musicaux encouragés par sa famille. Elle se perfectionne en piano auprès de Mlle Schradeck et rencontre Egon Petri,.
En 1929, elle donne son premier concert en soliste, interprétant le Concerto pour piano en ré mineur de Mozart en privé sous la direction de Paul Sacher avec l'Orchestre de chambre de Bâle,.
En 1931, sous l'impulsion de Wanda Landowska, dont elle devient l'élève, Antoinette Vischer se tourne vers le clavecin et donne quelques concerts sur l'instrument. Mais elle ne se produit en soliste que de façon épisodique. Elle ne mène pas une carrière de musicienne professionnelle mais devient une mécène d'importance pour le renouveau de la musique de clavecin au XXe siècle,.
Elle organise des soirées au Musée progressiste de Bâle autour de musiciens et de compositeurs d'avant-garde, et, mondaine active, elle ouvre ses salons « avec un goût particulier à la musique moderne, [offrant] l'occasion aux compositeurs marquants de son temps de consacrer au clavecin de nombreuses partitions ».
Antoinette Vischer est ainsi à l'origine de nombreuses œuvres : Musique pour clavecin de Rolf Liebermann (1952), Sonate pour clavecin (1958) et Deux Impromptus (1959) de Bohuslav Martinů, Carillons pour les heures du jour et de la nuit de Maurice Ohana (1960), Dialogues d'Ivo Malec (1961), 6 Absences d'Hans Werner Henze (1961), « La Chace » de Klaus Huber (1963), Rounds de Luciano Berio (1964), Babaï de Franco Donatoni (1964), Étude de Boris Blacher (1964), A Single Petal of a Rose de Duke Ellington (1965), 9 Rare Bits d'Earle Brown (1965), Petite pièce pour piano, clavecin et contrebasse de Martial Solal (1966), Siu Yang Yin d'Isang Yun (1966), Imaginario I de Luis de Pablo (1967), Continuum de György Ligeti (1968), Mutações de Cláudio Santoro (1968), Labyrinthos de Georges Aperghis (1968), Catch de Haubenstock-Ramati (1968), Morsicat(h)y de Cathy Berberian (1969), HPSCHD de John Cage (1969), 2 Caprices de Gottfried von Einem (1969) et Recitativarie de Mauricio Kagel (1973), notamment.
Au disque, elle enregistre pour Wergo Continuum de Ligeti et l'album Das Moderne Cembalo Der Antoinette Vischer (comprenant des œuvres de Hans Ulrich Engelmann (en), Luciano Berio, Earle Brown, Martial Solal, Bohuslav Martinů, Alexandre Tcherepnine, Boris Blacher, Rolf Liebermann et Duke Ellington). 
Antoinette Vischer meurt le 28 décembre 1973 à Bâle,.